# YF-36
YF-36 (chinesisch 液体发动机36号, Pinyin Yètǐ Fādòngjī Sānshíliù Hào – „Flüssigkeitstriebwerk 36“) ist eine Familie von mit der hypergolen Treibstoffkombination  Methylhydrazin/MON3 arbeitenden, druckgasgeförderten und im Bereich zwischen 1,5 kN und 7,5 kN stufenlos regelbaren Raketentriebwerken der chinesischen Akademie für Flüssigkeitsraketentriebwerkstechnik. Die Triebwerke wurden speziell für Landungen auf fremden Himmelskörpern entwickelt.

## YF-36
Am 24. Januar 2004 startete Premierminister Wen Jiabao das in mehrere Schritte unterteilte Mondprogramm der Volksrepublik China. Im ersten der sogenannten „Kleinen Schritte“, die den ersten „Großen Schritt“ (unbemannte Erkundung) bildeten, war eine Umkreisung und Kartografierung des Mondes vorgesehen, im zweiten Schritt eine unbemannte Landung.
Anfang 2006, fast zwei Jahre bevor Chang’e 1, Chinas erster Mondorbiter, gestartet war, erhielt Lan Xiaohui (兰晓辉) vom Xi’aner Forschungsinstitut für Raumfahrtantriebe der Akademie für Flüssigkeitsraketentriebwerkstechnik, zu diesem Zeitpunkt stellvertretender Chefkonstrukteur für das Antriebssystem der schweren Trägerrakete Langer Marsch 5, den Auftrag, ein rasch und präzise regelbares Triebwerk für die Landesonden des zweiten Kleinen Schrittes zu entwickeln.
China verfügte zu diesem Zeitpunkt noch nicht über derart regelbare Triebwerke. Nach den Planungen des Mondprogramms standen den Ingenieuren der Chinesischen Akademie für Weltraumtechnologie zwei Jahre zur Verfügung, um nach den Parametern des Triebwerks die Elektronik für die autonome Landung, die Stoßdämpfer der Sonde etc. zu entwickeln.
Lan Xiaohui und seine Kollegen hatten bis dahin nur an pumpengeförderten Triebwerken gearbeitet. Aus Gründen der Zuverlässigkeit entschied man sich jedoch für die einfachere Druckgasförderung, wie sie bereits bei den Apollo-Mondlandefähren zum Einsatz gekommen war. Mit hypergolen, also sich bei Kontakt selbst entzündenden Treibstoff-Oxidator-Kombinationen waren diese Triebwerke einfach zu starten, die geforderte präzise und stufenlose Regelung im Bereich zwischen 1,5 kN und 7,5 kN gestaltete sich jedoch ausgesprochen schwierig. Die Ingenieure in Xi’an brauchten die vollen zwei Jahre, um die damit verbundenen Probleme zu lösen. Um das Triebwerk unter realistischen Bedingungen testen zu können, benötigte man einen Vakuum-Prüfstand. Die bislang genutzten Prüfstände für die Triebwerke von Satelliten genügten den Anforderungen nicht. Daher wurde ab April 2009 auf der in einem abgelegenen Tal des Qin-Ling-Gebirges gelegenen Basis 067 der Firma ein neuer Prüfstand mit einer vom Forschungsinstitut für weltraumbezogene technische Physik Lanzhou, einer Einrichtung der Akademie für Weltraumtechnologie, gebauten Vakuumkammer errichtet. Zu diesem Zeitpunkt waren es nur noch vier Jahre bis zum geplanten Start von Chinas erster Mondlandesonde Chang’e 3.
Am 18. Oktober 2009 wurde der Prüfstand für den Betrieb freigegeben. Bei den Tests auf der dem Institut 165 der Akademie für Flüssigkeitsraketentriebwerkstechnik unterstehenden Anlage musste man zahlreiche Rückschläge hinnehmen. Teilweise geriet das Triebwerk bereits nach 10 Sekunden in Brand. Vier Triebwerke wurden auf diese Art zerstört, bis man in einem iterativen Verbesserungsprozess nach mehr als 50 Probeläufen zu einem einsatzfähigen Modell kam.
Das von der Treibstoffzuführung bis Unterkante Düse insgesamt 1,4 m lange YF-36 arbeitet mit einem niederen Brennkammerdruck, als Treibstoff verwendet es Methylhydrazin, als Oxidator eine Mischung von 97 % Distickstofftetroxid und 3 % Stickstoffmonoxid, auch bekannt als „MON3“.
Während die Probenrückführsonde Chang’e 5 mit einem speziellen Orbiter zum Mond gebracht wurde, wurde das YF-36 bei den ersten chinesischen Mondlandungen 2013 (Chang’e 3) und 2018 (Chang’e 4) auch für Bahnkorrekturmanöver während des Anflugs verwendet.

## YF-36A
Am 11. Januar 2016 startete Premierminister Li Keqiang das Marsprogramm der Volksrepublik China. Die Chinesische Akademie für Weltraumtechnologie hatte bereits seit 2014 Vorstudien für eine Mission betrieben, bei der ein Lander einen Rover auf der Marsoberfläche absetzen sollte. Nun wurde wieder Lan Xiaohui und seine Gruppe beauftragt, das Haupttriebwerk für den Lander zu entwickeln. Anders als beim Chang’e-3-Bus mit seinem kastenförmigen Gehäuse bestand der Lander von Tianwen-1 nur aus einer dünnen Plattform, auf der der Rover ruhte. Für das Triebwerk stand daher weniger Platz zur Verfügung. Nach den Vorgaben der Sondenentwickler mussten die Ingenieure in Xi’an die Länge des Triebwerks von 1,4 m auf 50 cm reduzieren, wobei die Schubkraft jedoch gleich bleiben sollte.
Da sich durch die Verkleinerung des Triebwerks auch der Düsendurchmesser um zwei Drittel reduzierte, musste der Brennkammerdruck erhöht werden. Außerdem wurden neue Materialien verwendet, was in der Summe zu einer Gewichtsreduzierung von 65 % führte.
Das Funktionsprinzip war zwar dasselbe wie bei den Mondlandern – durch Veränderung der Treibstoffzufuhr konnte die Schubkraft zwischen 1,5 kN und 7,5 kN stufenlos geregelt werden – de facto handelte es sich beim YF-36A jedoch um ein völlig neues Triebwerk.
Auch hier mussten wieder zahlreiche Tests auf dem Prüfstand absolviert werden – nun mit simulierter Marsatmosphäre – bis man ein einsatzfähiges Modell entwickelt hatte. Natürlich konnte man dabei auf die Erfahrungen mit dem YF-36 zurückgreifen; beim YF-36A dauerte es von der Auftragserteilung bis zur Auslieferung des Triebwerks an die Akademie für Weltraumtechnologie nur vier Jahre. Ebenso wie das YF-36 ist das YF-36A nicht schwenkbar, sondern fest am Lander montiert. Das Manövrieren zur Vermeidung von Felsbrocken und kleinen Kratern am Boden erfolgt mit separaten Lageregelungstriebwerken.

## YF-36G
Die Landefähre des bemannten chinesischen Monderkundungsprogramms ist mit rund 9 t deutlich schwerer als die – inklusive Rover – 3,8 t schweren Mondlander und der ohne Hitzeschild 1,3 t schwere Marslander. Daher kommen hier vier außen rund um die Fähre angeordnete Triebwerke zum Einsatz. Unabhängig von der reduzierten Schwerkraft auf dem Mond besitzt die Fähre immer noch eine träge Masse von 9 t, die beim Manövrieren bewegt werden muss. Zusätzlich zu den Lageregelungstriebwerken sind die auf der 1,4 m langen Urversion beruhenden Triebwerke vom Typ YF-36G (改进型 bzw. gǎijìn xíng, „verbesserte Version“) schwenkbar. Um hierbei Kollisionen der Düse mit dem Wohnmodul der Fähre zu vermeiden, sind die Triebwerke an auskragenden Gitterträgern in einem gewissen Abstand montiert. Wie bei allen YF-36-Triebwerken ist die Schubkraft des YF-36G zwischen 1,5 kN und 7,5 kN stufenlos regelbar.